# Inštitut za finance in bančništvo Ekonomsko-poslovne fakultete v Mariboru
Inštitut za finance in bančništvo deluje v okviru Raziskovalno-izobraževalnega centra Ekonomsko-poslovne fakultete Univerze v Mariboru.